# Слейтер, Остин
Остин Томас Слейтер (англ. Austin Thomas Slater, 13 декабря 1992, Джэксонвилл, Флорида) — американский бейсболист, аутфилдер клуба Главной лиги бейсбола «Сан-Франциско Джайентс».

## Биография
Остин Слейтер родился 13 декабря 1992 года в Джэксонвилле. Младший из двух детей в семье Томаса и Эми Слейтеров. Имя он получил в честь деда Эда Остина, бывшего мэром Джэксонвилла с 1991 по 1995 год. Слейтер окончил старшую школу Боллс. Во время учёбы он был капитаном её бейсбольной команды, дважды вместе с ней побеждал в чемпионате штата. По итогам сезона 2011 года Остин был признан лучшим проспектом Флориды по версии сайта Prospect Wire. На драфте Главной лиги бейсбола 2011 года он был задрафтован клубом «Лос-Анджелес Доджерс», но от подписания контракта отказался и поступил в Стэнфордский университет. С 2012 по 2014 год Слейтер выступал в турнире NCAA. На драфте Главной лиги бейсбола 2014 года был выбран в восьмом раунде клубом «Сан-Франциско Джайентс».
В профессиональном бейсболе Слейтер дебютировал в 2014 году, сыграв 28 матчей за фарм-клуб «Джайентс» в Аризонской лиге и «Сейлем-Кейзер Вулканос» в Северо-Западной лиге. Перед началом сезона 2015 года его перевели в состав «Сан-Хосе Джайентс», где он вошёл в число участников Матча всех звёзд лиги. Вторую часть чемпионата он провёл в команде Восточной лиги «Ричмонд Флайин Сквиррелс». По ходу сезона 2016 года Остин продвинулся в фарм-системе «Джайентс» до уровня AAA-лиги, где играл за «Сакраменто Ривер Кэтс». 
В июне 2017 года он был переведён в основной состав «Сан-Франциско». В регулярном чемпионате Главной лиги бейсбола он вышел на биту 117 раз, отбивал с показателем 28,2 %, выбив три хоум-рана и набрав шестнадцать RBI. Первую часть сезона 2018 года Слейтер также провёл в «Сакраменто». В основной состав «Джайентс» он вернулся в конце июня, заменив неудачно игравшего Мака Уильямсона. Чемпионат Остин провёл не лучшим образом, выбив всего восемь экстра-бейс-хитов и получая страйкауты в 30,7 % выходов на биту. Его показатель полезности fWAR портала Fangraphs был равным нулю, что соответствовало уровню среднего игрока Главной лиги бейсбола. В 2019 году Слейтер играл лучше, но его основные статистические показатели остались на низком уровне из-за провального сентября, по ходу которого показатель количества получаемых страйкаутов вырос до 39,6 %, а OPS снизился до 27,3 %.
В сокращённом из-за пандемии COVID-19 сезоне 2020 года Слейтер сыграл в 31 матче, пропустив две недели из-за травмы паха. Его показатель отбивания по итогам чемпионата составил 28,2 %, он выбил пять хоум-ранов и набрал семь RBI. По показателю полезности fWAR он стал третьим игроком Джайентс, уступив только Брэндону Белту и Майку Ястремски. После окончания сезона Слейтер избежал арбитража по условиям контракта, заключив с клубом однолетнее соглашение на сумму 1,15 млн долларов.